# Olympische Sommerspiele 1936/Leichtathletik – Diskuswurf (Frauen)

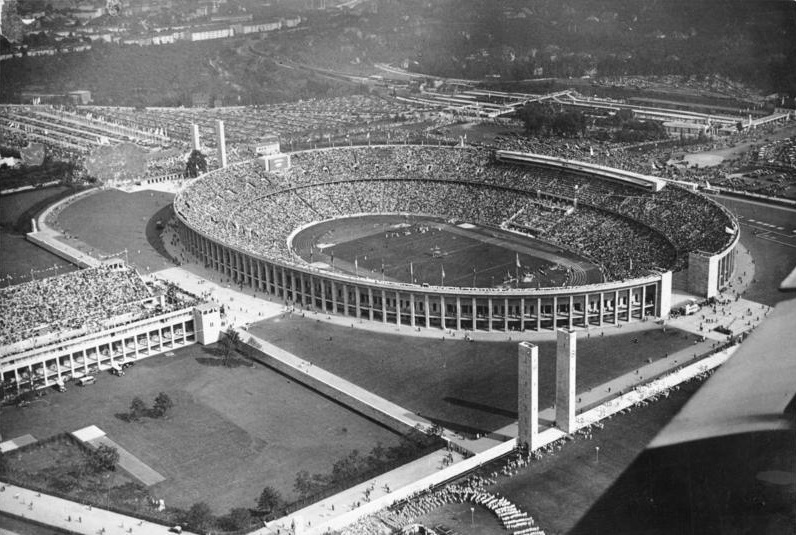
Das Olympiastadion in Berlin

Der Diskuswurf der Frauen bei den Olympischen Spielen 1936 in Berlin wurde am 4. August 1936 im Olympiastadion Berlin ausgetragen. 19 Athletinnen nahmen teil.
Olympiasiegerin wurde die Deutsche Gisela Mauermayer vor der Polin Jadwiga Wajs. Die Bronzemedaille gewann die Deutsche Paula Mollenhauer.

## Rekorde

### Bestehende Rekorde
| Weltrekord         | 48,31 m | Gisela Mauermayer ( Deutsches Reich) | Berlin, Deutsches Reich    | 11. Juli 1936  |
| Olympischer Rekord | 40,58 m | Lillian Copeland ( USA)              | Finale OS Los Angeles, USA | 2. August 1932 |

### Rekordverbesserungen
Der bestehende olympische Rekord wurde zweimal verbessert:
- 44,69 m – Jadwiga Wajs (Polen), Qualifikation am 4. August, erster Durchgang
- 47,63 m – Gisela Mauermayer (Deutsches Reich), Qualifikation am 4. August, erster Durchgang

## Durchführung des Wettbewerbs
Am 4. August gab es eine Qualifikationsrunde, in der jede Teilnehmerin drei Versuche hatte. Die besten sechs Starterinnen – hellblau unterlegt – traten anschließend zum Finale mit weiteren drei Versuchen an.

## Qualifikation
4. August 1936, 15:15 Uhr

Wetterbedingungen: heiter bis wolkig, ca. 19,5 °C, seitlicher Rückenwind bei ca. 3,7 m/s
| Platz | Name                  | Nation             | 1. Versuch  | 2. Versuch | 3. Versuch | Resultat | Anmerkung |
| ----- | --------------------- | ------------------ | ----------- | ---------- | ---------- | -------- | --------- |
| 1     | Gisela Mauermayer     | Deutsches Reich    | 47,63 m OR  | 41,64 m    | 40,70 m    | 47,63 m  | OR        |
| 2     | Jadwiga Wajs          | Polen              | 44,69 m OR  | 31,99 m    | 46,22 m    | 46,22 m  |           |
| 3     | Paula Mollenhauer     | Deutsches Reich    | 38,59 m000  | 37,45 m    | 33,27 m    | 38,59 m  |           |
| 4     | Nakamura Kō           | Japan              | 35,84 m000  | 37,21 m    | 38,24 m    | 38,24 m  |           |
| 5     | Mineshima Hide        | Japan              | 37,04 m000  | 37,45 m    | 35,25 m    | 37,45 m  |           |
| 6     | Birgit Lundström      | Schweden           | 35,82 m000  | 33,97 m    | 31,84 m    | 35,82 m  |           |
| 7     | Ans Niesink           | Niederlande        | 34,03 m000  | 35,21 m    | 32,64 m    | 35,21 m  |           |
| 8     | Gertrude Wilhelmsen   | USA                | 33,68 m000  | 34,43 m    | x          | 34,43 m  |           |
| 9     | Helen Stephens        | USA                | 34,33 m000  | 31,58 m    | 32,76 m    | 34,33 m  |           |
| 10    | Gabre Gabric          | Königreich Italien | 27,09 m 000 | 34,31 m    | 28,64 m    | 34,31 m  |           |
| 11    | Margarethe Held       | Österreich         | x000        | 33,15 m    | 34,05 m    | 34,05 m  |           |
| 12    | Margaréta Schieferová | Tschechoslowakei   | x000        | 34,03 m    | x          | 34,03 m  |           |
| 13    | Veronika Kohlbach     | Österreich         | 34,00 m000  | 33,68 m    | 31,86 m    | 34,00 m  |           |
| 14    | Lucienne Velu         | Frankreich         | 29,92 m000  | 29,51 m    | 33,95 m    | 33,95 m  |           |
| 15    | Fumi Kojima           | Japan              | 33,66 m000  | 31,97 m    | 30,42 m    | 33,66 m  |           |
| 16    | Jantina Koopmans      | Niederlande        | 30,03 m000  | 33,50 m    | 33,20 m    | 33,20 m  |           |
| 17    | Vera Neferović        | Jugoslawien        | x000        | 33,02 m    | 27,67 m    | 33,02 m  |           |
| 18    | Evelyn Ferrara        | USA                | 29,50 m000  | 32,52 m    | 31,07 m    | 32,52 m  |           |
| 19    | Anna Hagemann         | Deutsches Reich    | 28,48 m000  | x          | x          | 28,48 m  |           |

In der Qualifikation ausgeschiedene Diskuswerferinnen:

Helen Stephens – 100-Meter-Olympiasiegerin – Rang neun mit 34,33 m
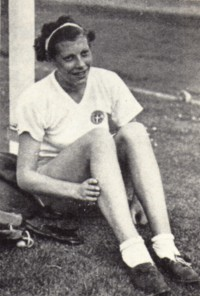
Gabre Gabric – Rang zehn mit 34,31 m
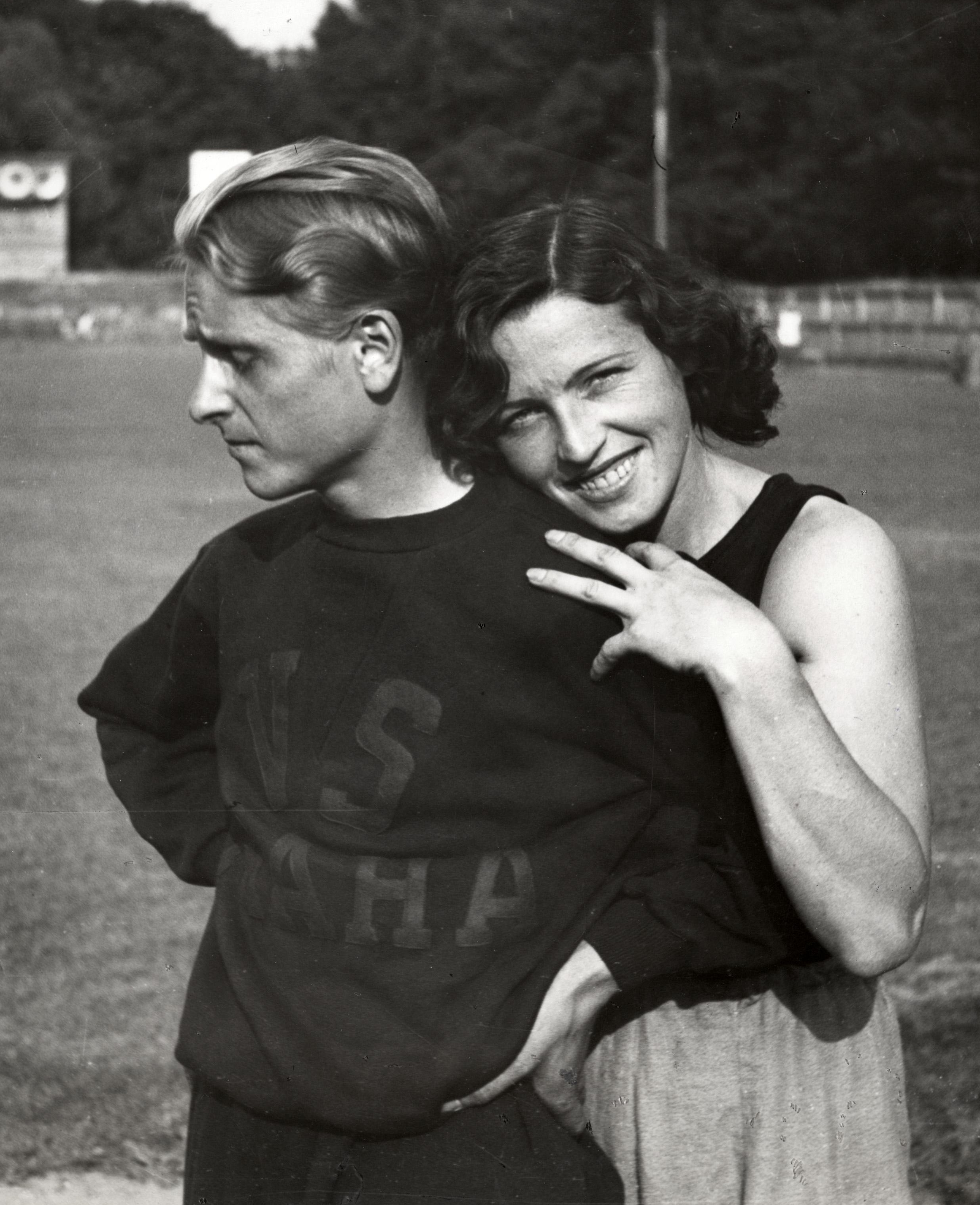
Veronika Kohlbach (rechts) – Rang dreizehn mit 34,00 m
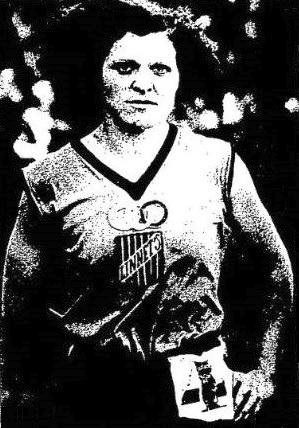
Lucienne Velu – Rang vierzehn mit 33,95 m

## Finale
4. August 1936, im Anschluss an die Qualifikation

Wetterbedingungen: heiter bis wolkig, ca. 19,5 °C, seitlicher Rückenwind bei ca. 3,7 m/s
|       |                     |                 |                     | Finale          |                 |                 |             |           |
| Platz | Name                | Nation          | Qualifikationsweite | 1. Versuch      | 2. Versuch      | 3. Versuch      | Endresultat | Anmerkung |
| 1     | Gisela Mauermayer   | Deutsches Reich | 47,63 m OR          | 36,27 m         | 43,53 m         | 44,26 m         | 47,63 m     | OR        |
| 2     | Jadwiga Wajs        | Polen           | 46,22 m000          | 43,36 m         | x               | 42,89 m         | 46,22 m     |           |
| 3     | Paula Mollenhauer   | Deutsches Reich | 38,59 m000          | 35,82 m         | x               | 39,80 m         | 39,80 m     |           |
| 4     | Nakamura Kō         | Japan           | 38,24 m000          | 31,39 m         | 32,73 m         | 33,98 m         | 38,24 m     |           |
| 5     | Mineshima Hide      | Japan           | 37,35 m000          | 35,73 m         | 32,72 m         | 33,98 m         | 37,35 m     |           |
| 6     | Birgit Lundström    | Schweden        | 35,82 m000          | 35,92 m         | 31,33 m         | 34,42 m         | 31,33 m     |           |
| 7     | Ans Niesink         | Niederlande     | 35,21 m000          | nicht im Finale | nicht im Finale | nicht im Finale | 35,21 m     |           |
| 8     | Gertrude Wilhelmsen | USA             | 33,43 m000          | nicht im Finale | nicht im Finale | nicht im Finale | 33,43 m     |           |

Topfavoritinnen waren Gisela Mauermayer und Jadwiga Wajs. Die Polin hatte zwischen 1932 und 1934 den Weltrekord fünfmal verbessert. Anschließend übertraf die Deutsche den Rekord bis zu den Spielen in Berlin ebenfalls fünfmal.
Mit ihrem ersten Versuch übertraf Wajs den bestehenden olympischen Rekord deutlich. Mauermayer konterte gleich mit ihrem ersten Wurf und stellte damit schon den Endstand her. Beide Athletinnen waren die überragenden Diskuswerferinnen dieser Jahre. Das drückte sich auch im Resultat entsprechend aus. Die Bronzemedaillengewinnerin Paula Mollenhauer lag fast sechseinhalb Meter hinter Wajs zurück, Mauermayer und die Polin übertrafen als einzige dieser Konkurrenz die 40-Meter-Marke.
Gisela Mauermayer gewann die erste deutsche Goldmedaille im Diskuswurf der Frauen.

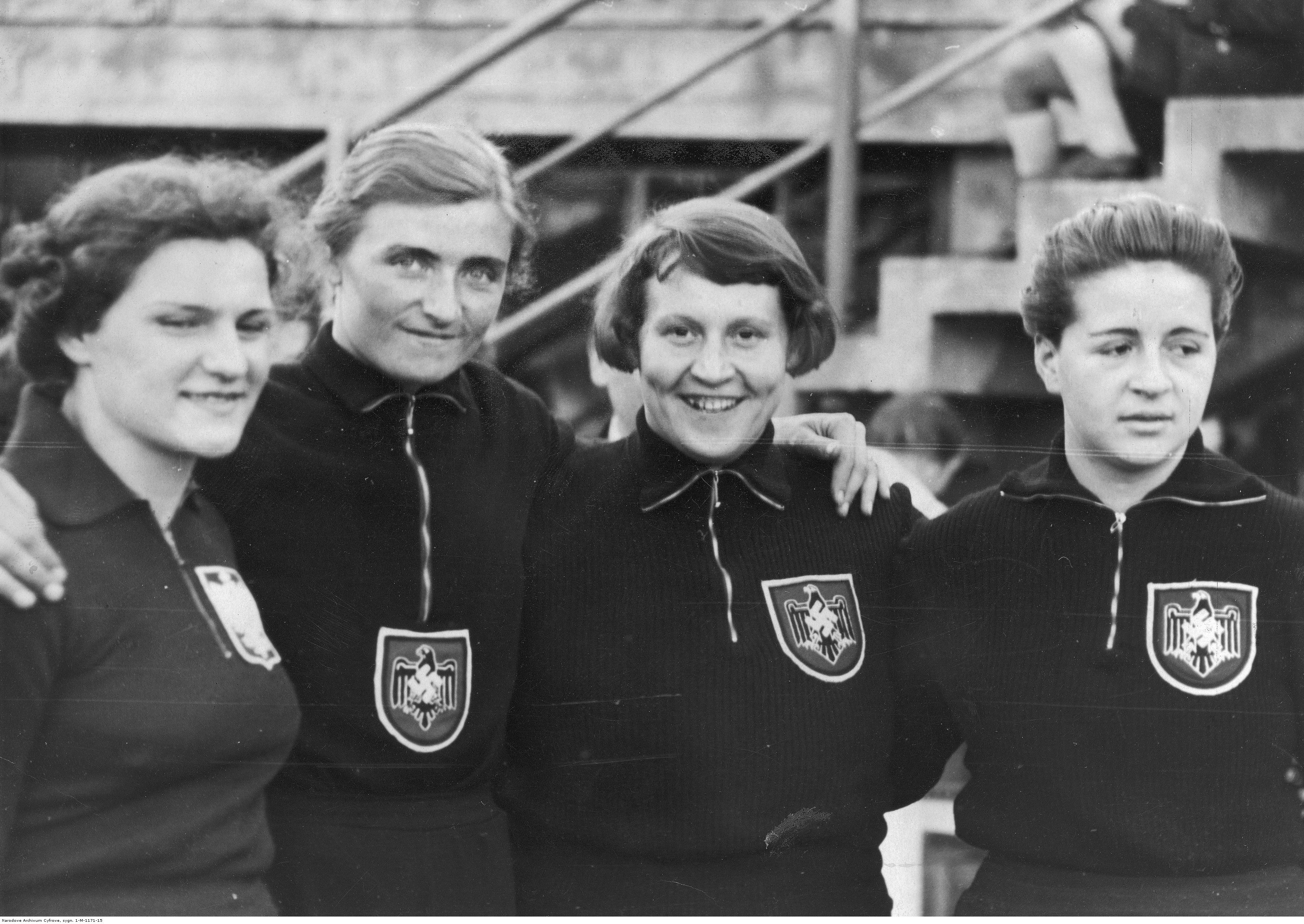
Olympiasiegerin wurde Gisela Mauermayer (hier 1938 als Zweite von links)
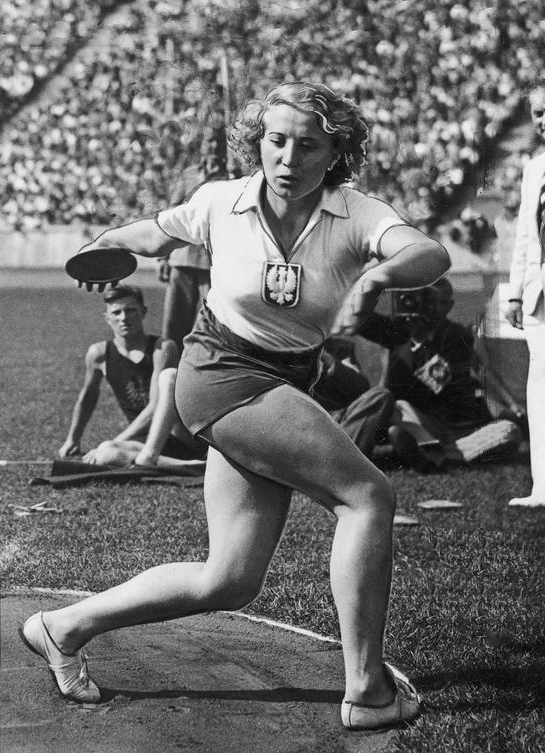
Jadwiga Wajs gewann die Silbermedaille

## Video
- 1936, Discus, Women, Olympic Games, Berlin, youtube.com, abgerufen am 19. Juli
- Germany 1936, Berlin XI.Olympic Summer Games - Olympische Sommerspiele (Athletics Wurfübungen), Bereich 2:37 min bis 3:09 min, youtube.com, abgerufen am 19. Juli 2021